# Twardzioszek nalistny
Twardzioszek nalistny (Marasmius bulliardii Quél.) – gatunek grzybów należący do rodziny twardzioszkowatych (Marasmiaceae).

## Systematyka i nazewnictwo
Pozycja w klasyfikacji według Index Fungorum: Marasmius, Marasmiaceae, Agaricales, Agaricomycetidae, Agaricomycetes, Agaricomycotina, Basidiomycota, Fungi.
Synonimy naukowe:

- Androsaceus bulliardii (Quél.) Pat. 1887
- Chamaeceras bulliardii (Quél.) Kuntze 1898
- Marasmius bulliardii f. acicola (S. Lundell) Noordel. 1987
- Marasmius bulliardii Quél., Bull. 1878 f. bulliardii
- Marasmius bulliardii Quél. 1878 var. bulliardii
- Marasmius bulliardii var. papillata Theiss. 1909
- Marasmius rotula f. acicola S. Lundell 1957

Nazwę polską zaproponował Władysław Wojewoda w 2003 r.

## Morfologia
Kapelusz
Średnica 3–8 mm, kształt półkolisty, na wierzchu z wgłębieniem i czarniawą kropką. Powierzchnia gładka, o barwie beżowej, bladoochrowej, czasami jaśniejszej w środku. Brzeg szeroko bruzdowany.
Blaszki
Bardzo rzadkie, przy trzonie wolne, czasami z międzyblaszkami. Trama blaszek regularna. Barwa od beżowej do bladoochrowej.
Trzon
Rogowaty, elastyczny, o barwie czarnobrązowej, górą jaśniejszy. Powierzchnia naga i lśniąca. Często posiada główkowato zakończone boczne odgałęzienia. Takie boczne odgałęzienia występują szczególnie wówczas, gdy owocniki wyrastają pod przykryciem (np. liśćmi).
Miąższ
Cienki, o tej samej barwie co powierzchnia kapelusza. Smak i zapach niewyraźny.
Zarodniki
W kształcie pestek jabłka, o rozmiarach 7,5–10 × 4–4,5 μm. 

## Występowanie i siedlisko
Twardzioszek nalistny występuje głównie w Europie, poza tym podano jego stanowiska w Północnej Karolinie w USA oraz w Japonii. W Polsce dość pospolity.
Saprotrof. Występuje w lasach liściastych na opadłych liściach, szczególnie dębowych i bukowych, ale także na innych resztkach roślinnych. Owocniki wytwarza od czerwca do października. Wyrastają na nerwach liści.

## Gatunki podobne
- twardzioszek obrożowy (Marasmius rotula). Jest również bardzo mały, ale ma białawy kapelusz, a jego blaszki zrastają się wokół trzonu tworząc charakterystyczny pierścień. Ponadto wyrasta zazwyczaj nie na liściach, lecz na innych resztkach roślinnych, np. gałązkach.
- twardzioszek bukowy (Marasmius setosus). Jest jeszcze mniejszy i ma kapelusz biały. Odróżnia się także cechami mikroskopowymi[6].
- twardzioszek liściolubny (Marasmius epiphyllus). Również jest drobny i wyrasta na liściach, ale ma kapelusz mlecznobiały, bardziej rozpostarty, starsze kapelusze są pomarszczone. Łatwo odróżnić go po blaszkach, które są bardzo wąskie, niemal żyłkowate[7].
- twardzioszek osikowy (Marasmius tremulae). Bardzo drobny, wyrasta na liściach osiki. Ma inne cechy mikroskopowe (m.in. podstawki dwuzarodnikowe a zarodniki walcowate)[7].